# イズワン・マハブド
イズワン・マハブド（Izwan Mahbud、1990年7月14日 - ）は、シンガポール出身の同国代表サッカー選手。ポジションはゴールキーパー。
イズワン・マフブードと表記されることもある。

## 経歴

### クラブ
シンガポールFA(U-18)でユースとしてのキャリアを積んだ。Sリーグのヤング・ライオンズに2008年に入団。
2012年にシンガポール・ライオンズXIIの設立に伴って同クラブに移籍した。2013年にマレーシア・スーパーリーグでの優勝メンバーになった。しかし、シンガポール・ライオンズXIIは同年末に解散した。
その状況下で彼は、2015年6月16日の日本代表戦で活躍した事によって、松本山雅FCからトライアルのオファーを受け、2015年末にこのトライアルに参加した。トライアルでは練習試合で45分間を無失点に抑え、反町康治監督も彼に讃辞を送ったものの、入団はならなかった。松本山雅FCはGKとしてシュミット・ダニエルを獲得した。
また、シンガポール代表監督を務めたラドイコ・アヴラモヴィッチ監督を経由してタイのチョンブリーFCからも興味を持たれていたものの、新たに選手兼任監督となったターサック・チャイマンの方針によって、チョンブリーFCへの移籍もならなかった。
その後タンピネス・ローバースFCに移籍した。
2018年から2シーズンに渡りタイ・リーグ2のノーンブワ・ピッチャヤFCでプレー。
2019年12月17日、タイ・リーグ1のトラートFCと契約したが、COVID-19パンデミックによってタイ・リーグが秋春制に移行することになり、シーズン再開前の2020年9月5日にサムットプラーカーン・シティFCに移籍。
2021年6月27日、ホウガン・ユナイテッドFCと契約。

### 代表
2010年に第3GKとして初招集され、第8回東南アジアサッカー選手権に帯同した（同大会では出場機会がなかった）。代表としてデビューしたのは、2011年7月18日の台湾戦（親善試合）である。2012年になると正GKの座を獲得し、同年の第9回東南アジアサッカー選手権でシンガポールを大会最多となる4回目の優勝に導いた。
2015年6月16日の日本戦（2018 FIFAワールドカップ・アジア2次予選、埼玉スタジアム2002）で活躍をみせた。この試合、日本は23本のシュートを放ち、うち10本が枠内を捕らえたが全てこれをセーブした。結局この試合は0-0の引き分けに終わり、シンガポール代表にとっては殊勲（日本代表にとっては痛恨）の試合となった。試合終了後は一躍ヒーローとなり、ヴァイッド・ハリルホジッチ（当時の日本代表監督）が「相手GKが6点は防いだ」と驚嘆し、味方のベルント・シュタンゲ監督は「最高の出来、Jリーグでプレーする日も近い」と賛辞を送っていた。当のイズワン本人も「今日は奇跡。僕の日だった。」と喜び、シンガポール最大手の新聞紙・ザ・ストレーツ・タイムズではさいたま
発の特派員電で「アジアの巨人日本に衝撃の結果」と速報を打つ程、シンガポール国内では歓喜に包まれた。

## 成績

### 個人
2014年3月8日現在
| 国内大会個人成績 | 国内大会個人成績 | 国内大会個人成績 | 国内大会個人成績 | 国内大会個人成績 | 国内大会個人成績 | 国内大会個人成績 | 国内大会個人成績 | 国内大会個人成績 | 国内大会個人成績 | 国内大会個人成績 | 国内大会個人成績 |
| 年度             | クラブ           | 背番号           | リーグ           | リーグ戦         | リーグ戦         | リーグ杯         | リーグ杯         | オープン杯       | オープン杯       | 期間通算         | 期間通算         |
| 年度             | クラブ           | 背番号           | リーグ           | 出場             | 得点             | 出場             | 得点             | 出場             | 得点             | 出場             | 得点             |
| シンガポール     | シンガポール     | シンガポール     | シンガポール     | リーグ戦         | リーグ戦         | リーグ杯         | リーグ杯         | シンガポール杯   | シンガポール杯   | 期間通算         | 期間通算         |
| ---------------- | ---------------- | ---------------- | ---------------- | ---------------- | ---------------- | ---------------- | ---------------- | ---------------- | ---------------- | ---------------- | ---------------- |
| 2008             | Yライオンズ      |                  | Sリーグ          | 5                | 0                | -                | -                | -                | -                | 5                | 0                |
| 2009             | Yライオンズ      |                  | Sリーグ          | 10               | 0                | -                | -                | -                | -                | 10               | 0                |
| 2010             | Yライオンズ      |                  | Sリーグ          | 24               | 0                | -                | -                | 5                | 0                | 29               | 0                |
| 2011             | Yライオンズ      |                  | Sリーグ          | 25               | 0                | -                | -                | -                | -                | 25               | 0                |
| マレーシア       | マレーシア       | マレーシア       | マレーシア       | リーグ戦         | リーグ戦         | マレーシア杯     | マレーシア杯     | FA杯             | FA杯             | 期間通算         | 期間通算         |
| 2012             | Sライオンズ      |                  | スーパー         | 11               | 0                | 8                | 0                | 1                | 0                | 20               | 0                |
| 2013             | Sライオンズ      |                  | スーパー         | 21               | 0                | 8                | 0                | 1                | 0                | 30               | 0                |
| 2014             | Sライオンズ      | 1                | スーパー         | 6                | 0                | 0                | 0                | 2                | 0                | 8                | 0                |
| 通算             | シンガポール     | シンガポール     | Sリーグ          | 64               | 0                | -                | -                | 5                | 0                | 69               | 0                |
| 通算             | マレーシア       | マレーシア       | スーパー         | 38               | 0                | 16               | 0                | 4                | 0                | 58               | 0                |
| 総通算           | 総通算           | 総通算           | 総通算           | 102              | 0                | 16               | 0                | 9                | 0                | 127              | 0                |

## タイトル

### クラブ
シンガポール・ライオンズXII
- マレーシア・スーパーリーグ: 2013
- ピアラFAマレーシア: 2015

### 代表
シンガポール
- 東南アジアサッカー選手権: 2012